# Bloodborne
Bloodborne je video igra žanra - akciona igra uloge koju je proizveo FromSoftware i objavio Sony Computer Entertainment za PlayStation 4. Zvanično najavljena na Sony-jevoj Electronic Entertainment Expo 2014 konferenciji, igra je puštena u prodaju širom sveta marta 2015.godine. Bloodborne prati karaktera igrača, Lovca, kroz gotski, viktorijanskog doba, inspirisan grad Jarnam(Yharnam), čiji su stanovnici pod uticajem abnormalne krvne bolsti, gde otkrivaju intrigantne misterije grada dok ubijaju mnoge zastrašujuće zveri, pokušavajući da unište izvor kuge i izbegnu noćnu moru.
Igra je igrana iz perspektive trećeg lica, igrači kontrolišu prilagodljivog protagonistu i igranje se fokusira na borbu baziranu na oružje i istraživanje. Igrači se bore protiv različitih neprijatelja, uključujući šefove(boss), koristeći predmete kao što su mačevi i vatrena oružja i putuju kroz priču, istražujući različite lokacije u igri gde vrše interakciju sa karakterima bez igrača(non-player character/NPC), skupljajući ključne predmete vezane za priču i otkrivajući mnoge misterije sveta. Bloodborne je započeo razvoj 2012.godine pod radnim nazivom Projekat Zver(Project Beast). Imajući mnoge sličnosti sa nizom Souls igara od strane iste kompanije, Bloodborne je delimično inspirisan književnim delima autora H. F. Lavkrafta i Brema Stokera i ahritektonskim dizajnom određenih lokacija u stvarnom svetu na mestima kao što su Rumunija i Češka. Odluka direktora igre Hidetake Mijazakija da stvori novu intelektualnu svojinu(intellectual property/IP), a ne još jednu Souls igru, doneta je, jer je Mijazaki hteo da napravi nešto "drugačije". Istovremeno, Sony je želeo da novi IP bude isključivo za PlayStation 4.
Bloodborne je bio veoma očekivan i kritički priznat ubrzo nakon izlaska, sa pohvalama usmerenim na gejmplej, audio dizajn, atmosferska okruženja, međusobno povezan dizajn sveta i priču, kao i visok nivo teškoće. Međutim, neke kritike bile su usmerene na tehničke performanse igre pri objavljivanju, koje su se posle ažurirale. Ekspanzija igre, pod nazivom Stari Lovci(The Old Hunters) je objavljena u novembru 2015.godine. Do kraja 2015.godine igra je prodata u preko 2 miliona primeraka širom sveta. Igra je takođe imala nekoliko drugih proizvoda, poput igre na tabli i seriju stripova od Titan Comics-a.

## Gejmplej
Bloodborne je akciona igra uloge igrana iz perspektive trećeg lica i sadrži slične elemente kao one iz Souls serijala igara, naročito Demon's Souls i Dark Souls. Igrač prolazi kroz različite lokacije unutar razornog gotskog sveta Jarnama, boreći se protiv različitih neprijatelja, ukljucujuci šefova, sakupljajući različite vrste korisnih predmeta koji imaju mnogo upotreba, vrše interakicju sa čudnim NPC-jevima, otvarajući prečice i nastavljajući kroz glavnu priču.
Na početku igre, igrač pravi svog karaktera, Lovca. Igrač određuje osnovne detalje Lovca; pol, frizura, ime, boja kože, oblik tela, glas i boja očiju. Igrač takođe bira početnu klasu, poznatu kao "Poreklo(Origin)", koja pruža osnovnu biografiju za Lovca i postavlja početne atribute igrača. Poreklo dozvoljava igračevom Lovcu da ima poseban stil igre, koji zajedno sa fizičkim izgledom daje Lovcu jedinstvenu ličnost. Na primer, jedno poreklo može opisati Lovca kao kukavicu i slabića, što bi ukazalo na to da igrač više voli da izbegava konflikt, dok drugo Poreklo može opisati Lovca kao bezobzirnu mašinu za ubijanje, što bi ukazalo na to da Lovac preferira da učestvuje u borbama. Još jedan način na koji igrač definiše svog Lovca je biranjem bratstva kome pripada. Ova verska društva, poznata pod imenom "Savez(Covenants)", imaju svoja mišljenja o svetu Jarnama.
Igrač se može vratiti u sigurnu zonu poznatu pod imenom "Lovački san(Hunter's Dream)", pomoću fenjera širom Jarnama. Na taj način se izleče povrede, ali takođe ožive sva čudovišta u svetu igre. Fenjeri služe kao čekpointovi igre; igrač će se vratiti na poslednji aktivirani fenjer kada umre. Udaljen od Jarnama, Lovački san pruža neke od osnovnih karakteristika igraču. Igrači mogu kupiti korisne predmete, kao što su odeća od Glasnika koristeći krvavi eho ili uvid/shvatanje, levelujući svog karaktera pomoću lutke ili između ostalog nadograđuju svoja oružja u radionici. Za razliku od Jarnama i svih drugih lokacija u igri, Lovački san se smatra potpuno bezbednim, jer je to jedina lokacija u igri koja nema neprijatelje. Međutim, poslednje dve bitke sa šefovima se odvijaju u Lovačkom snu.
Svet Jarnama je velika mapa puna međusobno povezanih oblasti. Neke oblasti Jarnama nisu povezane sa glavnim lokacijama i zahtevaju od igrača da se teleportuju tamo preko nadgrobnih spomenika u Lovačkom snu. Igraču je obično predstavljeno više mogućnosti prilikom napretka kroz lokacije; obično postoji glavni put koji igrač koristi za napredak kroz priču. Tokom putovanja glavnim putem, igrač će se susresti sa stazama koje dovode do potpuno različitih lokacija koje su opcione. Svaki put, eventualno, vrati igrača nazad u centralno područje u kojem je započeo. To omogućava igraču prečice, korisne nakon što igrač umre ili imaju potrebu da se vrate.

### Borba
Borba je brza i zahteva ofanzivan pristup kako bi igrač mogao da se bori protiv gustih hordi neprijatelja. Igračev karakter je agilan i u stanju je da izbegne napade tako što kruži oko neprijatelja dok je kamera zaključana. Novi stil rizika i nagrada igranja naglašen je kroz Bloodborne-ov Reli sistem (Sistem razmene udaraca), koji omogućava igraču da u kratkom intervalu vremena oporavi delove izgubljenog zdravlja udaranjem neprijatelja. Direktor Hidetaka Mijazaki je objasnio da ovo predstavlja volju igrača da nastavi nakon uspešnog napada nad neprijateljem. Takođe je prisutna i Nova igra plus modifikacija; nakon što igrač završi igru, nova igra će odmah započeti. Nova igra plus je opciona, igrač zadržava svoju opremu, a igra je teža od predhodnog igranja.
Igrač može rukovati samo sa dva primarna i dva sekundarna oružja u isto vreme. Većina oružja, koja se zovu Trik oružja, mogu se transformisati u alternativno stanje; svako stanje podržava različit pristup borbi. Na primer, Lovačka sekira u početnom stanju se koristi jednom rukom i može se koristiti za brzo uklanjanje neprijatelja u uskim područjima, ali kada se transformiše u njegovo sekundarno stanje, postaje produženo dvoručno oružje koje je više pogodno za uklanjanje gomile. Sa većinom trik oružja, jedno stanje je obično sporije, veće oružje koje nanosi veću štetu po udarcu, dok je drugo stanje manje, brže, i nanosi manju štetu po udarcu. Glavno sekundarno oružje igrača je vatreno oružje, uglavnom pištolj, koji može da se koristi u tradicionalnom smislu, i kao način da se ošamuti neprijatelj. Kada se neprijatelj ošamuti, igrač može izvesti Visceralni napad, koji uzrokuju veliku količinu oštećenja u jednom udarcu i mogu se takođe izvesti nakon što igrač udari neprijatelja u leđa sa pojačanim napadom. Ostala sekundarna oružja uključuju baklje, topove i drveni štit, dok druga glavna oružja uključuju čekić, mač, dvoručnu pušku koja služi kao oružje i za blizinu i za daljinu, i bič. Igrač takođe može da koristi i predmete kao ofanzivna oružja, kao što su molotovljevi kokteli, noževi za bacanje i šljunak.
Slično kao i u predhodnim igrama Souls serijala, ubijanje neprijatelja daje igraču ¨Krvavi eho¨, koji takođe služe kao poeni iskustva igrača i valuta igre. Ukoliko igrač umre, njihovi krvavi ehoi će biti izgubljeni na mestu njihove smrti. Ako uspeju da se vrate na mesto smrti, mogu ih povratiti. Međutim, ukoliko igrač umre pre nego što se vrati na mesto smrti, neće moći da povrati svoje krvave ehoe i oni će biti izgubljeni zauvek. Ponekad, krvavi ehoi igrača mogu biti kod neprijatelja, obično indentifikovani po sjajnim plavim očima; pobedivši ovog neprijatelja će vratiti izgubljene krvave ehoe. Ako neprijatelj ne drži krvave ehoe, oni će biti na zemlji blizu lokacije smrti igrača. Uvid/shvatanje je sekundarni oblik valute; mogu se potrošiti za kupovinu predmeta i zavisno od nivoa uvida/shvatanja, svet će se promeniti na različite načine. Kada igrač dostigne određen nivo uvida/shvatanja, neki NPC-jevi ili neprijatelji više ne mogu biti prisutni, nebo i mesec mogu da promene boju, igrač može početi da čuje različite zvukove (kao što je beba koja plače i misteriozno šaptanje), ili način napada neprijatelja se može promeniti. Svet se takođe menja dok igrač prolazi kroz glavnu priču. Uvid/shvatanje se može dobiti putem pronalaska i poražavanja šefova, korišćenjem predmeta koji daju uvid/shvatanje, pomažući drugom igraču pomoću kooperacije da pobedi šefa, i uspešno poražavajući drugog igrača u konkurentnom multiplejeru.
Kada su neprijatelji poraženi, ispuštaju korisne predmete za igrače, kao što su bočice krvi, koje se koriste kao lekoviti napici ili meci od žive, koji se koriste kao glavna municija za vatrena oružja. Igrač može takođe da žrtvuje zdravlje kako bi stvorio metke od krvi za svoje vatreno oružje. Meci od krvi nanose veću stetu nego standardni meci od žive, i reli sistem i dalje važi za izgubljeno zdravlje. Igrač može pronaći korisne predmete skrivene u okruženju, a mogu ih ispustiti i neprijatelji. Predmeti skriveni u okruženju obično zahtevaju od igrača da ide na drugačiji put od puta na kome je trenutno. Druge predmete koje igrač može pronaći uključuju različite oblike hladne krvi(Coldblood), koji daju igraču krvave ehoe kada se konzumiraju, Protivotrove, koji se koriste za lečenje trovanja i Lovačke značke, predmeti koji omogućavaju igraču da kupi više predmeta u Lovačkom snu. Oružje igrača takođe može biti nadograđeno ili modifikovano opremanjem određenih predmeta.

### Multiplejer
Multiplejer mod je takođe prisutan u Bloodborne-u, mada funkcioniše drugačije od Souls igara. Aktiviranjem nepotrošivog predmeta po ceni jednog uvida/shvatanja, igrači mogu pozvati druge igrače u svoj svet da pomognu u bitkama protiv šefova ili velike grupe neprijatelja, i kooperacijom nastave kroz oblasti igre. Ovo ostavlja igrače otvorenim za invazije, u kojima drugi igrač može da napadne svet igre žrtve i pokuša da ih ubije, osim ako igrač pronađe i porazi određenog neprijatelja pre nego što se pojavi neprijateljski igrač. Pozivi drugih igrača su ograničeni blizinom; igrači mogu biti pozvani samo na određenoj razdaljini jedni od drugih kako bi se sprečilo da igrači koji nisu u istoj oblasti budu pozvani. Igrači mogu pozvati samo druge igrače koji su oko istog nivoa da bi sprečili da igra bude previše teška ili previše laka za jednog od igrača. U zavisnosti u kom se savezu nalaze igrač i pozvani igrač, oni će imati priliku da budu u sukobu jedan prema drugom. Igrači mogu pozvati NPC-a da im pomogne i uz pomoć od drugih igrača. Karakteri bez igrača služe kao kompjuterski kontrolisan prijatelj igrača, koji pomažu u borbi protiv neprijatelja. Igrači mogu pozvati samo pojedine karaktere bez igrača koje su upoznali tokom svog putovanja. Još jedan način na koji igrači mogu da međusobno komuniciraju je pomoću beleški. Igrač može ostaviti savete, reći čitaocu kuda ići, prevariti čitaoca namernim pružanjem netačnih informacija, ili ostaviti besmislenu poruku drugima. Igrači mogu oceniti poruku kao "Fino" ili "Prljavo", što će budućim čitaocima ukazati da li je beleška korisna ili nepouzdana.

### Tamnice putira
Tamnice putira su nasumično generisane tamnice koje se razlikuju u dubini i težini i mogu se reformisati vršenjem rituala sa putirom u Lovačkom snu. Tamnice putira su opcione i pružaju dodatni sadržaj igraču. Igranje je slično kao kod glavne priče, u kojoj sadrže različite oblasti i neprijatelje koje igrač mora da prevaziđe kako bi dovršio tamnicu. Svaka tamnica putira sadrži više šefova koje igrač mora poraziti da bi napredovao kroz nivoe tamnice. Posebne vrste sanduka koje nisu pronađene u glavnoj priči, skrivene su širom tamnice, pružajući igraču materijale da generišu jos tamnica. Jedna od glavnih razlika između glavne priče i tamnica putira je dizajn sveta. U glavnoj priči sveta Jarnama, dizajn je otvoren, prostraniji i predstavlja mešavinu zatvorenih i otvorenih okruženja. Tamnice putira su samo u zatvorenom prostoru, tesni i sadrže mnoge osobine tipične tamnice. Razgranati putevi u glavnoj igri su i dalje prisutni u tamnicama putira. Još jedna važna razlika su ciljevi. U glavnoj priči, igrači putuju kroz mnoge različite lokacije sa različitim ciljevima. U tamnicama putira, osnovni cilj igrača je pronalaženje vrata, a zatim pronalaženje poluge za otvaranje vrata. Nakon što je šef poražen, igrač ulazi u sledeću oblast, koja će biti potpuno drugačija i ispunjava isti cilj. Ciklus se ponavlja najmanje tri puta pre nego što se čitava tamnica putira očisti. Tamnice putira, kao i glavna priča, mogu se igrati sami ili u saradnji sa drugim igračima.

## Sinopsis

### Predispozicija
Bloodborne se odvija u Jarnamu, opustošenom gotskom gradu koji je poznat po svojim medicinskim napretkom koristeći krv kao primarni alat. Tokom godina, mnogi putnici putuju u grad tražeći lek da bi izlečili svoje muke. Igračev karakter u Jarnamu traži nešto poznato kao bleda krv(Paleblood) iz nepoznatih razloga. Po dolasku u grad, otkriveno je da je Jarnam zaražen sa endemičnom bolešću koja je većinu svojih građana pretvorila u zverska stvorenja. Igrač mora ići po ulicama Jarnama tokom noći lova i prevladati nasilno poremećene stanovnike i užasna čudovišta kako bi zaustavio izvor kuge i izbegao noćnu moru.

### Priča
Prvih nekoliko trenutaka igre se vide u prvom licu kroz oči Lovca; koji vidi da ga operiše starac. Čovek objašnjava da vrši transfuziciju krvi i kaže Lovcu da su "Došli na pravo mesto" u potrazi za bledom krvlju. On upozorava Lovca da će ići na čudno putovanje koje će izgledati kao loš san. Lovac se zatim onesvesti nakon što ga okruži nekoliko čudnih stvorenja. Nakon što igrač napravi svog Lovca, igra pređe u standardni pogled iz trećeg lica, i Lovac se probudi na operativnom stolu u maloj klinici. Po izlasku iz sobe, Lovac otkriva da je u Jarnamu, gradu punom opasnih čudovišta i misterija, i započne njihovo putovanje.
Ubrzo po dolasku u Jarnam, igrač ulazi u spektralnu oblast pod nazivom Lovački san, koji deluje kao svetilište i radionica. Igrač se susreće sa dva entiteta: Gehrman, stariji čovek vezan za invalidska kolica koji daje savete Lovcima kao što je igrač; i Lutku koja je veličine čoveka, koja pomaže igraču da se leveluje i emotivno se veže za Lovca u toku igre. Gehrman informiše igrača da, kako bi dobili krv koju traže i pobegli iz sna, moraju loviti razna čudovišta koja se nalaze u Jarnamu i da zaustave izvor kuge. Kako se Lovac probija dublje u grad, počinju da otkrivaju njegove mračne tajne, kao i poreklo kuge koja ga uništava. Mnogi stanovnici Jarnama su počeli da obožavaju drevna, eldrička kosmička bića poznata pod nazivom "Veliki"(Great Ones), nakon što su naučnici sa Birgenverth Univerziteta otkrili nešto što se naziva "Medijum" u ruševinama drevne, visoko napredne civilizacije preko kojeg je sazidan Jarnam. "Veliki" su stvorili lekovitu krv po kojoj je Jarnam poznat, koja je takođe i izvor kuge.
Tokom putovanja kroz Centralni Jarnam, Lovcu je rečeno od NPC-a da ode u katedralu. NPC kaže Lovcu da traži Lekarsku crkvu, jer su oni bili zaduženi za službu krvi i mogu pomoći Lovcu da nađe bledu krv. Nakon ubistva Vikara Amelije, koja se pretvorila u zver, Lovac dolazi u kontakt sa predmetom koji mu šalje viziju, da potraži Birgenverth Univerzitet. Dolazeći tamo, Lovac ubija Romu, koja je rod kosmičkim stvorenjima i najbliža "Veliki"-m. Nakon njene smrti, Lovac dobija pristup višem stepenu percepcije, i vidi kraljicu Jarnama, drevno biće iz mrtve civilizacije koja je navodno rodila Mergo, izvor noćne more. Svojom novom percepcijom, Lovac može otići u prethodno sakriveno nevidljivo selo Jahar'Gul, gde se nalaze ranije nevidljivi "Veliki" koji su bili istraživani i obožavani od strane radikalnih naučnika Mensisa koji su pokušavali da naprave novog nosioca za "Velikog". Nakon što su ga pobedili, igrač pristupa spektralnoj oblasti nazvanoj Mensisova noćna mora, u kojoj se igrač susreće sa Mergom, koji je izvor noćne more, i Mergovim čuvarom, poznatom kao Mergova Dojilja. Tek nakon ubistva Mergove Dojilje, i dopuštanjem Mergo da umre u produžetku, započinje završna faza igre. Kada se Lovac vrati u Lovački san, Gehrman nudi igraču da ga oslobodi od sna i vrati ih u pravi svet tokom jutra.
U ovom trenutku moguća su tri različita završetka u zavisnosti od postupka igrača. Odlučujući da prihvati Gehrmanovu ponudu, dobija se završetak Jarnamov izlazak sunca. Gehrman koristi kosu da ubije igrača, koji se onda probudi u Jarnamu dok izlazi sunce. U lovačkom snu, Lutka se oprošta od Lovca. Odlučujući da odbije Gehrmanovu ponudu, dobija se jedan od dva završetka; drugi kraj, Poštovanje želje, je podrazumevani kraj za ovaj slučaj. Da bi sačuvao Lovca da ne bude zarobljen u snu, Gehrman počinje bitku sa igračem. Nakon što je Gehrman poražen, misteriozno biće nazvano "Prisustvo meseca" stiže i prihvata igrača, obavezujući ih na san. Neko vreme kasnije, Lutka je viđena kako gura igrača, koji sada sedi u Gehrmanovim invalidskim kolicima, nazad u radionicu u Lovačkom snu. Lutka napominje da će početi novi Lov, što znači da je igrač uzeo Gehrmanovo mesto u vođenju drugih lovaca. Tokom čitave igre, igrač može pronaći predmete koji predstavljaju jednu trećinu pupčane vrpce koja se formira kada se "Veliki" pokušava preporoditi, često koristeći ljudsko biće kao surogat. Ako igrač iskoristi tri dela pupčane vrpce pre nego što krene da se bori protiv Gehrmana, završetak pod nazivom Početak detinjstva je odključan. Nakon što je Gehrman poražen, prisustvo Meseca teži da vezuje igrača za san, ali mu igrač pruži otpor i bori se protiv prisustva u poslednjoj bitci. Nakon pobede nad prisustvom Meseca, igrač se pretvori u dete "Velikog", a Lutka ga uzima da ga odgaji.

### Stari Lovci
Nakon otkrivanja predmeta pod nazivom "Oko krvlju pijanog lovca", igrač saznaje za Lovačku noćnu moru, gde su prvi lovci zarobljeni, pijani krvlju. Tokom putovanja kroz Jarnam, igrač nailazi na leš čudnog Lovca. Kada igrač pretraži leš, njih povuče Manja Amigdala u Lovačku noćnu moru, u kojoj žive i zveri i Lovci koji su davno izludeli. Igrač može upoznati Lovca Sajmona, koji mu govori kako noćna mora služi kao zatvor za lovce koji su podlegli sopstvenom ludilu i zlu, i da noćna mora skriva opasnu tajnu. On tada može pomoći igraču tokom putovanja Lovca. Igrač prvo stiže u crkvu noćne more, gde nailazi i ubija Ludviga Prokletnika, prvog od lovaca crkve i osnivača radionice lekarske crkve, koji je takođe odgovoran za stvaranje Lova, zamišljajući ga kao način da se podigne moral građana Jarnama pre nego što se Lov oduzeo van kontrole. Igrač može tada da izabere ili da kaže umirujućem Ludvigu šta je desilo sa crkvom i Jarnamom, ili da laže i da ga pusti da umre srećan. Igrač takođe može ubiti osnivača Lekarske crkve, Lorenca prvog Vikara, nakon pronalaska njegove ljudske lobanje u opcionom susretu.
Igrač nastavlja dalje ka Istraživačkoj dvorani, gde saznaje od Sajmona da, kako bi pronašli tajnu noćne more, igrač mora da stigne do Astralnog tornja sa satom i ubije Damu Mariju, još jednog originalnog lovca i jednog od Gehrmanovih učenika. Nakon borbe protiv "Životnih neuspeha" u istraživačkoj dvorani, igrač dostiže toranj sa satom. Nakon pobede nad Marijom, igrač otkriva tajnu koju je štitila: ruševine ribarskog sela koje je uvučeno u noćnu moru, a njegovi stanovnici pretvoreni u groteskna čudovišta. Tokom istraživanja sela, igrač može naići na smrtno ranjenog Sajmona, koji zatim igraču daje ključ i njegovo oružje, i zamoli igrača da okonča noćnu moru. Igrač zatim otkriva da je zaseok poreklo noćne more koja je rezultat prokletstva postavljena na učenike Birgenvertha i njihove podređene lovce, koji su mučili i masakrirali stanovnike zaseoka u potrazi za nekim.
Tokom igračevog putovanja kroz zaseok, oni otkriju ispran leš velikog stvorenja, poznatog kao "Veliki" Kos, koga zaseok obožava. Novorođeni "Veliki", "siroče Kosa", iznenada izlazi iz trupa leša i napada igrača iz straha. Nakon poraza, fantom stvorenja se povlači na stranu ispranog leša svoje mrtve majke, i nakon smrti, okončava se lovačka noćna mora.

## Razvoj
Razvoj Bloodborne-a započeo je kad je završen razvoj na "Pripremi se da umreš" izdanju Dark Souls-a, koji je objavljen u avgustu 2012. Sony computer entertainment je pristupio FromSoftware-u radi saradnje razvoja novog naslova, a direktor Hidetaka Mijazaki je pitao o mogućnosti razvijanja igre za osmu generaciju konzola. Koncept Bloodborne-a se razvio odatle. Nije bila veza sa predhodnim naslovima FromSoftware-a, iako je Mijazaki priznao da "nosi DNK Demon's Souls-a i njegov specifičan dizajn nivoa". Razvoj je bio paralelan sa Dark Souls-om II.
Viktorijanski gotski stil igre delimično je inspirisan romanom Drakula i arhitekturom lokacija u Rumuniji i Češkoj. Mijazaki je takođe uživao u nizu nadrealnih horor priča Ktulu mitova od H. F. Lavkrafta i primenio slične teme u igri. Mijazaki je želeo da stvori igricu koja je postavljena u doba kao ti romani, ali je želeo da sve bude što detaljnije, i smatrao je da je takva igra moguća samo na osmoj generaciji hardvera. Ova potreba za visokokvalitetnim hardverom i činjenica da je PlayStation 4 prvi put predstavljen kompaniji, bio je razlog zbog kog je igrica bila ekskluzivna za PS4, a ne za predhodnu generaciju. Brzina frejmova programera za igru je bila 30 frejmova po sekundi, zbog njihovih dizajnerskih izbora napravljenih za igru.
Detalji priče su obilniji nego u Souls igrama, iako je tim stvorio veću misteriju u srcu priče kako bi kompenzovao to. Metod kroz koji se priča prikazuje i razvija za igrača, takođe se obavlja u sličnom stilu kao u drugim igricama sa Mijazakijem kao direktorom, konkretno igricama iz Souls serijala, s tim što se priča otkriva kroz opise predmeta, interakcijom sa različitim NPC-jevima, vizuelnim pripovedanjem priče, i iz tih informacija igrač mora izvoditi zaključke i svoje tumačenje priče. Tim nije želeo da nivo teškoće bude veći od svojih predhodnih igara jer su mislili da će učiniti igru "prilično nemogućom da je igra bilo ko". Da bi se ovo izjednačilo, tim je stvorio agresivniji borbeni sistem koji se fokusirao i na akciju i na strategiju. Takođe su želeli da izmene kazne za smrt koje se koriste u Souls igrama jer nisu želeli da se igra klasifikuje kao za tvrdokorne igrače. Jedna od težih odluka s kojima su se suočavali je uvođenje vatrenog oružja. Vatrena oružja bi bila uključena zato što bi se dobro uklapala u stil igre i zato što bi stoga bila manje precizna nego moderni modeli.
Pesme Bloodborne-a je komponovala mešavina japanskih i zapadnih kompozitora. Zvučna traka sadrži preko 80 minuta originalne muzika Tsukase Saitoha, Juke Kitamure, Nobujoši Suzukija, Rajana Amona, Kris Velaskoa i Majkla Vandmahera i predstavlja nastup od 65 delova orkestra i hora od 32 člana. Razvoj snimanja pesama je trajao oko dve i po godine.
Slike i gejmplej traileri igre su iscureli na Internet nekoliko nedelja pre zvaničnog otkrića, pod nazivom Projekat Zver. Mnogi su verovali u to vreme da se curenje može povezati sa Demon's Souls-om. Međutim, Mijazaki je kasnije izjavio da se Bloodborne nikada nije podrazumevao kao Demon's Souls II, zbog Sony Computer Entertainment-a koji je želeo novu intelektualnu svojinu za PlayStation 4.

## Distribucija
Bloodborne je najavljen na Sony Computer Entertainment-ovoj Electronic Entertainment Expo 2014 medijskoj konferenciji 9. juna 2014. godine. Prikazan je trailer. U januaru 2015. Bloodborne je postala najočekivanija igra za čitaoce Game Informer-a za 2015 godinu. Igra je originalno bila planirana za izlazak 6. februara 2015. godine, ali je odložena do marta 2015. godine. Bloodborne je objavljen 24. marta 2015. godine u Severnoj Americi, 25. marta 2015. godine u Evropi, Australiji i Novom Zelandu, 26. marta 2015. godine u Japanu i 27. marta 2015. godine u Velikoj Britaniji i Irskoj.
Sa igrom je objavljeno i ograničeno kolekcionarsko izdanje. Uključuje SteelBook futrolu, umetničku knjigu sa tvrdim koricama i digitalnu kopiju pesama igre. Zvučna traka je objavljena odvojeno 21. aprila 2015. godine. "Noćna mora" izdanje igre ekskluzivno za Evropu je sadržala fizičke predmete kao što su pero i mastilo, kao i svi predmeti koji se nalaze u kolekcionarskom izdanju. Azijsko izdanje uključuje otvarač pisama oblikovan po oružju u igri, Kirkhammer. PlayStation 4 paket je dostupan i u azijskim regionima. Pesmu koja je promovisala Bloodborne snimila je grupa Hit House sa Rubi Fridmen-om za trailer i TV spot igre pod nazivom "Uloviti te" (Hunt you down), koju su napisali Skot Miler i Vilijam Hant, a snimio Vin Dejvis u Los Anđelesu i u Word of Mouth studiu u Nju Orleansu.
Sony Denmark se udružila sa danskom organizacijom GivBlod kako bi podstakla donacije krvi kroz program u kojem donatori koji su donirali 23. marta 2015. godine dobili priliku da dobiju Bloodborne kao poklon. CoolMiniOrNot je objavio zvanično licenciranu kartašku igru, zasnovanu na video igrinoj tamnici putira i objavljenu u novembru 2016. godine.

### Preuzet sadržaj
Ekspanzija, pod nazivom Stari Lovci, je objavljena 24. novembra 2015. godine. Odvija se u svetu u kojem su lovci iz prošlosti zarobljeni i nude se nova oružja, odeće i predmeti.

## Prijem
Bloodborne je dobio univerzalno priznanje od kritičara, prema recenzijskom agregatoru (review aggregator) Metacritic-u. Daniel Tak iz Game Informer-a pohvalio je uznemirujuću atmosferu igre i estetski vizuelni sadržaj, za koji je rekao da je "doživeo užas". Takođe je pohvalio izazovni gejmplej, koji je uporedio sa Souls serijalom, kao i intimno realizovanu priču, visoku vrednost ponovnog igranja, promišljenu, nagrađujuću brzu borbu, retko pripovedanje priče i zadovoljavajuće prilagođavanje oružja. Bio je impresioniran i dobro napravljenim bitkama sa šefovima, jedinstvenim dizajnom neprijatelja i pesmama. Takođe je pohvalio i multiplejer za produženje dugovečnosti igre, i igru koja omogućava igračima da uče i adaptiraju se kroz čitavu igru. On je rezimirao pregled tako što je rekao: "Dok ovaj novi IP nije daleko od uspostavljene Souls franšize, to je magičan, čudesan rad koji divno usadi teror i trijumf u one koji su dovoljno hrabri da se probijaju u njega".
Edge je napisao da je to "zaslepljujuće mračno delo, užasnog horora koji cementira Mijazakija kao jednog od najboljih svih vremena." Electronic Gaming Monthly je napisao: "Iako je izgrađen na istom jezgru kao i Souls igre, Bloodborne označava najveći odlazak iz statusa kvo do sada. Brojne promene, mnoge u službi bržeg i agresivnijeg igranja, možda nisu za svakoga, ali ako prihvatite tu smenu, možda ćete imati novog favorita od FromSoftware-a." Kevin VanOrd iz GameSpot-a pohvalio je Lavkraft horor temu priče, energične bitke sa šefovima, preciznu borbu koja čini susrete sa neprijateljima zabavnom, kao i jedinstvenu umetnost i različita okruženja. Takođe je pohvalio i zvučni dizajn neprijatelja, teškoću koju je uporedio sa Dark Souls-om II i oružje prikazanim u igri koje dozvoljava transformacije tokom bitke. Što se tiče preživljavačkog horor dela igre, on je izjavio da je igra uspešna u tome da uznemiri igrača. Međusobno povezani dizajn sveta igre takođe je pohvaljen pošto čini da otkrića budu nagrađena. Ben Grifin koji piše za GamesRadar, je pohvalio detaljno okruženje igre, gotski vizuelni stil, bogate borbe, sveže izazove, nasumične tamnice putira za produženje igre i nagrađivani sistem za nadogradnju karaktera. Takođe je pohvalio igru za pružanje osećaja napredovanja i motivaciju igračima da završe igru, kao i narativ za "preplitanje sa geografijom Jarnama". Međutim, on je kritikovao klasični sistem igre koji nije divergentan, kao i specijalizaciju, jer tvrdi da "nedostatak magije, čuda, piromancije, streličarstva, teških, srednjih i lakih opcija onemogućava eksperimentisanje." Takođe je kritikovao igru da uvek prisiljava igrače da nadograđuju i skladište oružje samo u određenim delovima igre.
Kris Karter, koji piše za Destructoid, nazvao je igru "najstabilnijom Souls igrom do sada", pohvalio je istaknutost igre na borilačkim trenucima i sirovim veštinama, kao i zanimljivim karakterima, sporednim misijama i interakcijama. On je kritikovao manje inspirativnu postavku igre i dizajn okruženja, ograničen konkurentni multiplejer, nisku vrednost ponavljanja igre, kao i povremeno blokirane oblasti u igri, za koju je izjavio da se "osećaju uže i napornije da se ponovo odigraju" nego predhodne igre FromSoftware-a. On je rezimirao recenziju tako što je rekao: "Bloodborne je zanimljiva mešavina svega što je FromSoftware naučio kroz svoju dugogodišnju razvojnu karijeru. Fromsoftware su i dalje jedni od retkih programera koji vas teraju da radite za vaše zadovoljstvo, a Bloodborne je prokleto zadovoljavajući." IGN-ov Brandin Tirel je napisao da je Bloodborne "neverovatno, zadivljujuće i iscrpljujuće hodočašće kroz sjajan svet koji nameće osećaj približavanja dna spuštanja u ludilo. Iako dugo učitavanje i povremeno seckanje imaju uticaj na igru, zapravo je intenzivno izazovna i nagrađujuća igra. Daje osećaj neverovatne moći u otkrivanju misterija igre i u pobeđivanju, uprkos njenoj potražnji za tvojim mesom."
Game Revolution-ov Nik Tan je bio negativniji od većine, kritikujući restriktivne opreme i nepouzdano vatreno oružje. Takođe je naglasio da je igrica imala probleme sa kamerom. On je rezimirao recenziju tako što je rekao: "Iako nije prefinjen i u slobodnijoj formi, kao neki od njegovih prethodnika, nastavlja dugogodišnju Souls tradiciju koja daje kredibilitet za izazovne igre i naizgled zasnovan zadatak pobeđivati nemilosrdna, malformisana čudovišta je opravdano pohvalno zbog takve mogućnosti." Polygon-ov Majkl MekVertor smatrao je da je priča "intrigantna", rekavši da su puške različite za razliku od drugih igara koje je igrao, jer Visceralni napadi daju igraču "jedan od najboljih osećaja u bilo kojoj igri", pohvalio je težinu igre za pružanje zadovoljavajućih susreta, i smatrao da kriptične misterije rade dobar posao ohrabrujući igrače da napreduju kroz igru. Takođe je pohvalio okoline igre, neprijatelje i oružja, jer je mislio da su dobro dizajnirani i ponudili su igraču slobodu i raznovrsnost. Glavne kritike MekVertora bile su u vezi vremena da se učita igra i tehničkim problemima. Utvrdio je da je igrica znatno pogoršana kad se igrala sa drugim igračem, rekavši da brzina frejmova "prima udarac". Takođe je smatrao neke mehanike i predmete zbunjujućim i nije voleo to što je bilo mnogo uzastopnih ekrana za učitavanje igre. New York Daily News je izjavio da je to "savršen brak, mešajući mehanike koje izgledaju lako naučiti uz igranje i izazov koji zahteva majstorstvo i genijalnost". The Guardian joj je takođe dao pun rejting od pet zvezdica, navodeći da "elegancija, preciznost, humor i izazov čine Bloodborne neodoljivim." The Telegraph je napisao da je to "digitalno izdanje puta oko sveta na stranim kontinentima, gde se iza svakog ugla pružaju ravnopravna uzbuđenja i uznemirenosti".
Jedna od više kritikovanih tačaka igre bila su duga vremena učitavanja, koje je FromSoftware priznao kao problem. Dva "peča" koja su rešavala razne probleme, uključujući smanjivanje vremena učitavanja, objavljena su nekoliko nedelja nakon što je igra izašla.

### Prodaja
Igra je prodala 152.567 fizičkih maloprodajnih kopija u prvoj sedmici izdavanja u Japanu, i rangirano na prvom mestu u Japanskim programima za prodaju softvera za tu određenu nedelju. Bloodborne je debitovao na drugom mestu u britanskom maloprodajnom grafikonu, iza Battlefield Hardline-a za 22.500 jedinica. U Severnoj Americi, Bloodborne je drugi najprodavaniji softver u martu, uprkos tome što je objavljen krajem meseca. Do aprila 2015. godine, igra je prodala više od milion primeraka, a do septembra 2015. godine, igra je prodata u više od dva miliona primeraka. Ubrzo nakon objavljivanja, Sony je izjavio da je prodaja igre prevazišla njihova očekivanja.

### Pohvale
Bloodborne je nagrađen kao igra godine za 2015. godinu od mnogih sajtova za ocenjivanje video igrica, uključujući GameTrailers, Eurogamer, Destructoid i Edge, zajedno sa nagradom "PlayStation 4 igra godine" od strane IGN-a. Bloodborne je nominovan za osam nagrada za zlatni džojstik, uključujući igru godine, PlayStation igra godine, najbolju originalnu igru, najbolju igru za više igrača, najbolju priču, najbolji vizuelni dizajn, najbolji audio i najbolji trenutak igranja. 2017 godine, Game Informer je rangirao Bloodborne na 11. mestu njihovih top 100 RPG-jeva svih vremena.
| Spisak nagrada i nominacija        | Spisak nagrada i nominacija          | Spisak nagrada i nominacija |
| Nagrada                            | Kategorija                           | Rezultat                    |
| ---------------------------------- | ------------------------------------ | --------------------------- |
| Golden Joystick Awards 2015        | Najbolja originalna igra             | Osvojio                     |
| Golden Joystick Awards 2015        | Najbolja priča                       | Nominovan                   |
| Golden Joystick Awards 2015        | Najbolji vizuelni dizajn             | Nominovan                   |
| Golden Joystick Awards 2015        | Najbolji audio                       | Nominovan                   |
| Golden Joystick Awards 2015        | Najbolja igra za više igrača         | Nominovan                   |
| Golden Joystick Awards 2015        | Najbolji trenutak igranja            | Nominovan                   |
| Golden Joystick Awards 2015        | Igra godine                          | Nominovan                   |
| Golden Joystick Awards 2015        | PlayStation igra godine              | Osvojio                     |
| The Game Awards 2015               | Igra godine                          | Nominovan                   |
| The Game Awards 2015               | Najbolja igra uloga                  | Nominovan                   |
| The Game Awards 2015               | Najbolje umetničko usmerenje         | Nominovan                   |
| Game Developers Choice Awards 2016 | Igra godine                          | Nominovan                   |
| Game Developers Choice Awards 2016 | Najbolji dizajn                      | Nominovan                   |
| Game Developers Choice Awards 2016 | Najbolja vizuelna umetnost           | Nominovan                   |
| 12th British Academy Games Awards  | Dizajn igre                          | Osvojio                     |
| NAVGTR Awards                      | Igra, Originalna akcija              | Osvojio                     |
| NAVGTR Awards                      | Originalni dramski rezultat, Novi IP | Osvojio                     |
| NAVGTR Awards                      | Uređivanje zvuka                     | Nominovan                   |
| NAVGTR Awards                      | Umetničko usmerenje, Fantazija       | Nominovan                   |
| NAVGTR Awards                      | Dizajn igre, Novi IP                 | Nominovan                   |
| NAVGTR Awards                      | Inženjering igre                     | Nominovan                   |
| NAVGTR Awards                      | Igra godine                          | Nominovan                   |

## Spoljašnje veze
- Zvanični sajt